# Bahnhof Kōenji
Der Bahnhof Kōenji (jap. 高円寺駅, Kōenji-eki) ist ein Bahnhof auf der japanischen Insel Honshū. Er wird von der Bahngesellschaft JR East betrieben und befindet sich im Bezirk Suginami der Hauptstadt Tokio.

## Verbindungen
Kōenji ist ein Zwischenbahnhof an der Chūō-Hauptlinie von Tokio über Shinjuku nach Shiojiri, deren Gleise identisch mit jenen der Chūō-Schnellbahnlinie Tokio–Shinjuku–Takao sind. Parallel dazu verläuft die Chūō-Sōbu-Linie von Mitaka über Akihabara nach Chiba. Alle drei Linien werden von der Bahngesellschaft JR East betrieben. Zwischen Mitaka und Nakano wird die Chūō-Sōbu-Linie von U-Bahn-Zügen der Gesellschaft Tōkyō Metro mitbenutzt, die zur Tōzai-Linie nach Nishi-Funabashi und Tsudanuma durchgebunden werden.
Auf der Chūō-Schnellbahnlinie halten die Kakueki-teisha-Nahverkehrszüge und die Kaisoku-Eilzüge. Ausgangspunkte dieser überregionalen Verbindungen sind in der Regel Tokio im Osten sowie Takao und Ōtsuki im Westen. Manche dieser Züge verkehren über Ōtsuki hinaus nach Kawaguchiko oder wechseln in Tachikawa auf die Ōme-Linie. Tagsüber werden neun Verbindungen je Stunde angeboten, während der Hauptverkehrszeit kann die Zugfolge zwei Minuten betragen. An Wochenenden fahren die genannten Züge alle ohne Halt durch. Der Lokalverkehr durch die inneren Tokioter Vororte wird auf der Chūō-Sōbu-Linie abgewickelt, die über eigene Gleise verfügt und von den beiden anderen Linien betrieblich unabhängig ist. Während der Hauptverkehrszeit beträgt die Zugfolge zweieinhalb Minuten, wobei mehrere Züge weiter westwärts nach Musashi-Koganei verkehren und erst dort wenden. Tagsüber werden acht Züge stündlich angeboten. Außer während der morgendlichen Hauptverkehrszeit und am späten Abend verkehren stündlich bis zu fünf U-Bahnen der Tōzai-Linie über die nominelle Endstation Nakano hinaus nach Mitaka.
Die Bushaltestellen auf dem nördlichen Vorplatz werden von acht Linien der Gesellschaften Kantō Bus, Keiō Bus Azuma und Kokusaikyōgyō Bus, auf dem südlichen Vorplatz von drei weiteren Linien.

## Anlage
Der Bahnhof steht an der Grenze der Stadtteile Kōenji-kita und Kōenji-minami. Die auf einem Viadukt befindliche Anlage ist von Osten nach Westen ausgerichtet und besitzt vier Gleise, die alle dem Personenverkehr dienen. Diese liegen an zwei überdachten Mittelbahnsteigen. Das zweigeschossige Empfangsgebäude ist unter dem Viadukt angeordnet und von beiden Seiten her zugänglich. Aufzüge und Rolltreppen führen hinauf zu den Bahnsteigen. Außerhalb der Bahnsteigsperren stehen Restaurants und Läden zur Verfügung. Der Nordeingang ist mit dem benachbarten Hotel Mets verbunden.
Im Fiskaljahr 2019 nutzten durchschnittlich 51.647 Fahrgäste täglich den Bahnhof.

## Bilder

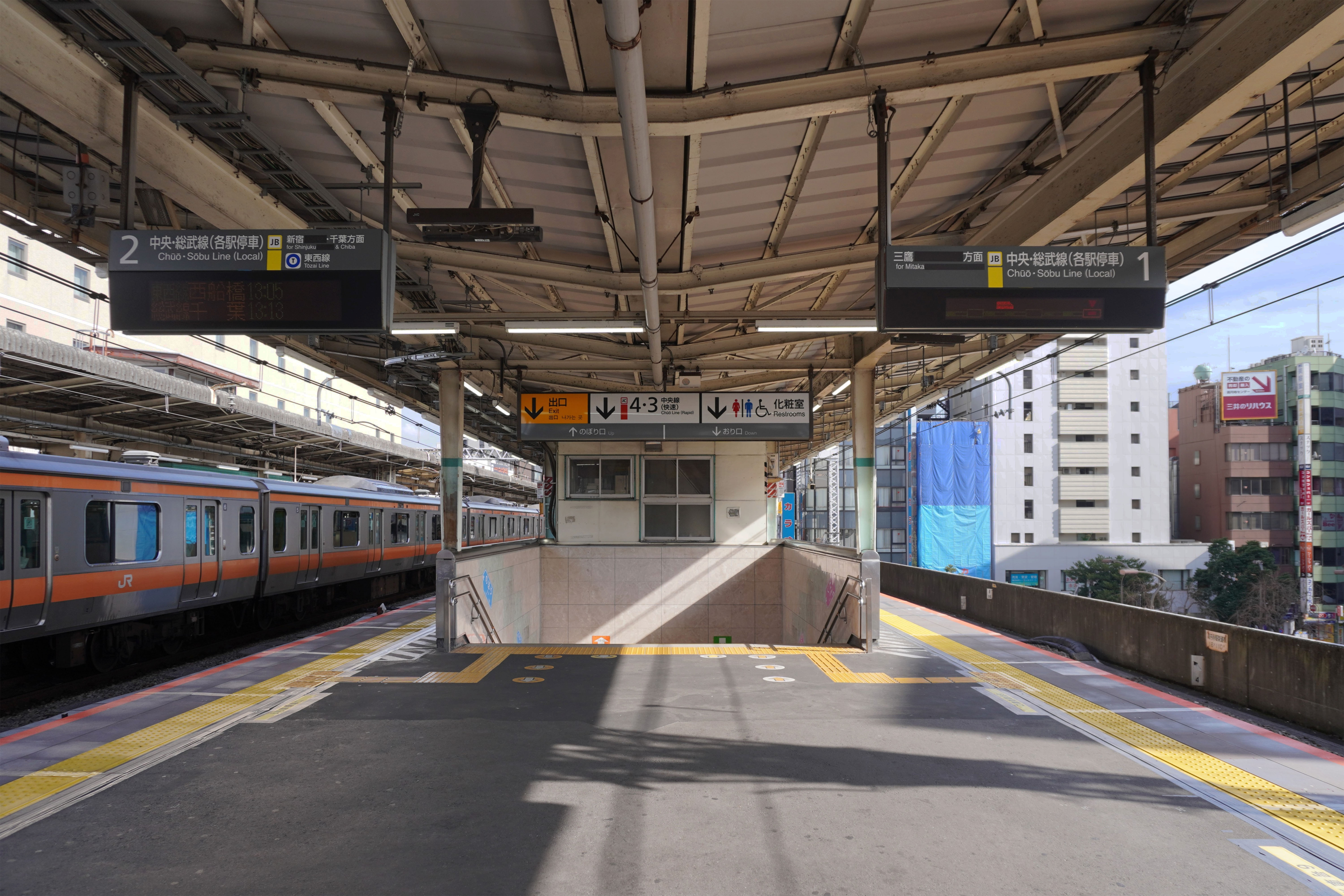
Bahnsteig 1/2
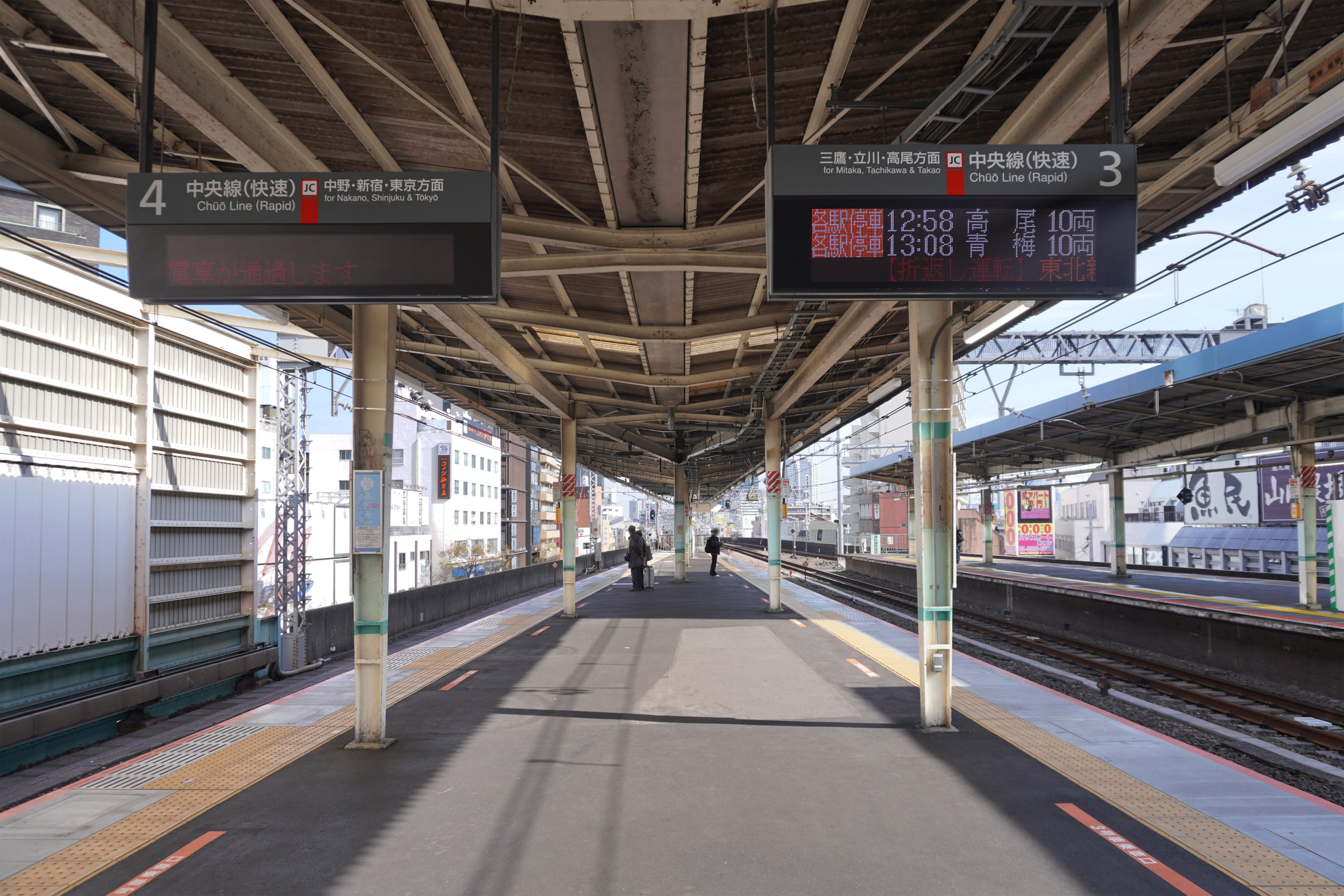
Bahnsteig 3/4
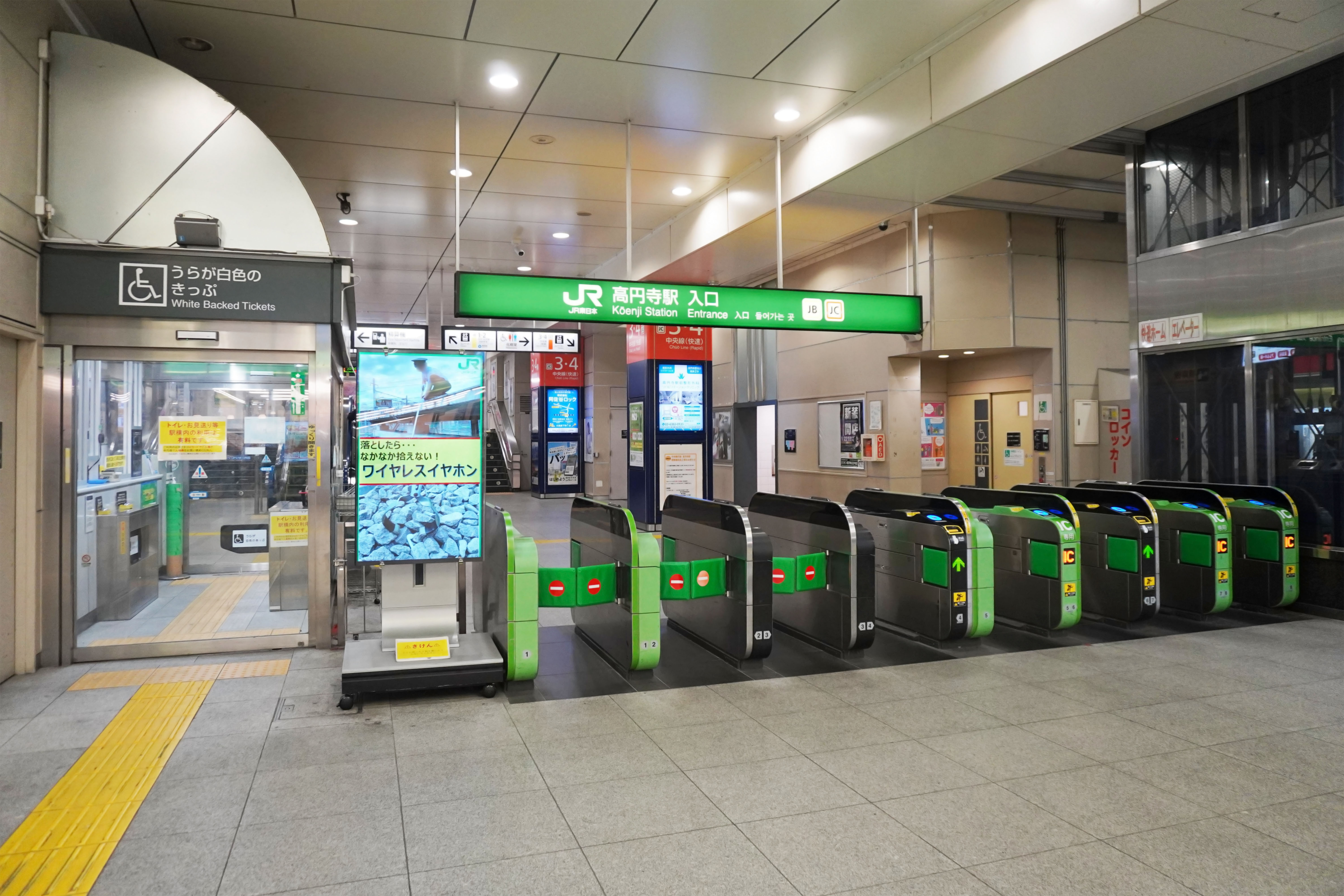
Bahnsteigsperren
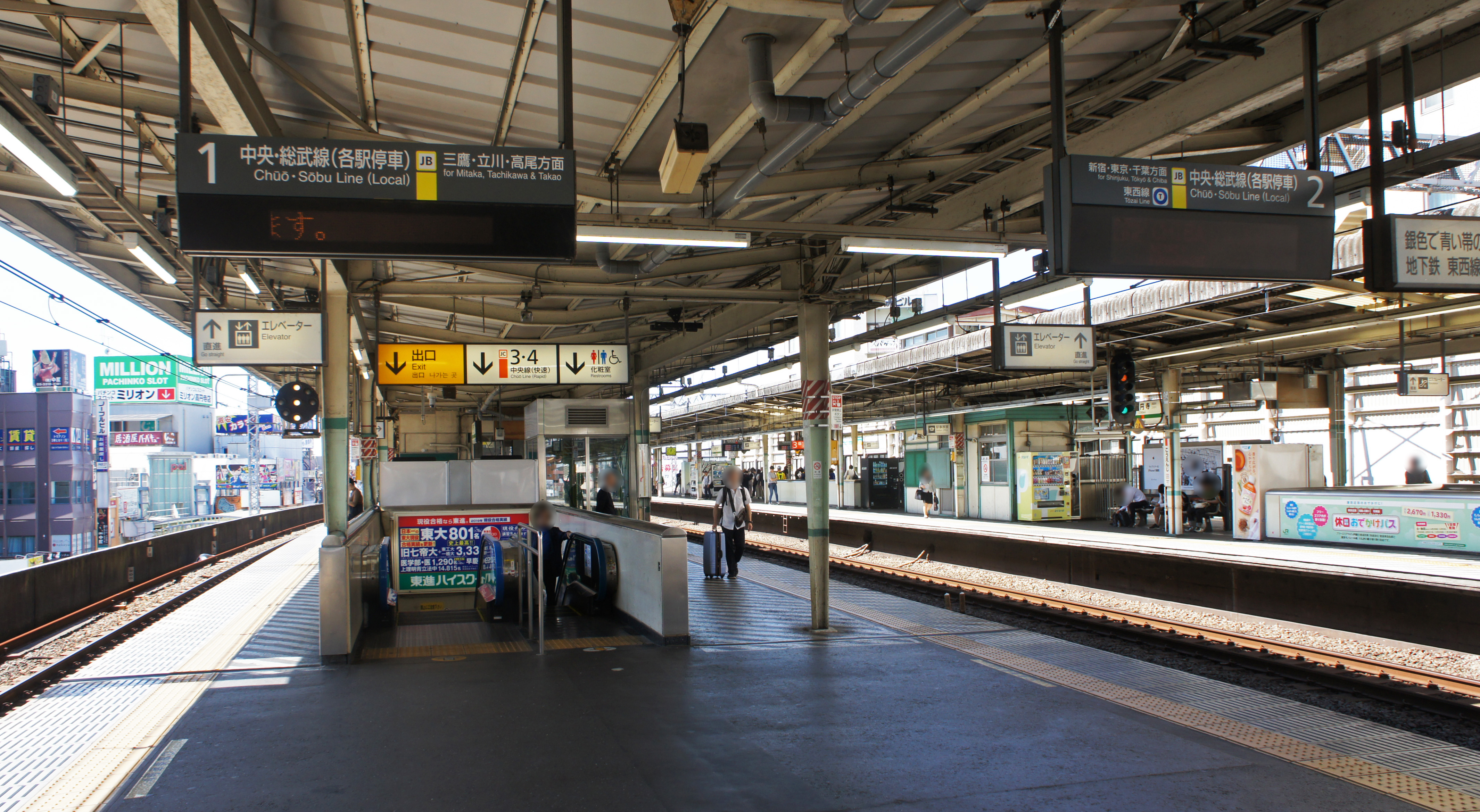
Bahnsteige (September 2019)

## Gleise
| 1 | ▉ Chūō-Sōbu-Linie       | Mitaka                                                                               |
| 1 | Tōzai-Linie             | durchgebundene Züge nach Mitaka                                                      |
| 2 | ▉ Chūō-Sōbu-Linie       | Nakano • Shinjuku • Akihabara • Nishi-Funabashi • Chiba                              |
| 2 | Tōzai-Linie             | durchgebundene Züge nach Nakano • Iidabashi • Ōtemachi • Nishi-Funabashi • Tsudanuma |
| 3 | ▉ Chūō-Schnellbahnlinie | Mitaka • Tachikawa • Hachiōji • Takao                                                |
| 4 | ▉ Chūō-Schnellbahnlinie | Nakano • Shinjuku • Tokio                                                            |

## Linien
| Verlauf der Chūō-Schnellbahnlinie |
| --- |
| Tokyo –Kanda • Ochanomizu • Yotsuya • Shinjuku • Nakano • Kōenji • Asagaya • Ogikubo • Nishi-Ogikubo • Kichijōji • Mitaka • Musashi-Sakai • Higashi-Koganei • Musashi-Koganei • Kokubunji • Nishi-Kokubunji • Kunitachi • Tachikawa • Hino • Toyoda • Hachiōji • Nishi-Hachiōji • Takao |

| Verlauf der Chūō-Schnellbahnlinie |
| --- |
| Chiba • Nishi-Chiba • Inage • Shin-Kemigawa • Makuhari • Makuharihongō • Tsudanuma • Higashi-Funabashi • Funabashi • Nishi-Funabashi • Shimōsa-Nakayama • Moto-Yawata • Ichikawa • Koiwa • Shin-Koiwa • Hirai • Kameido • Kinshichō • Ryōgoku • Asakusabashi • Akihabara • Ochanomizu • Suidōbashi • Iidabashi • Ichigaya • Yotsuya • Shinanomachi • Sendagaya • Yoyogi • Shinjuku • Ōkubo • Higashi-Nakano • Nakano • Kōenji • Asagaya • Ogikubo • Nishi-Ogikubo • Kichijōji • Mitaka |

## Geschichte
Die private Bahngesellschaft Kōbu Tetsudō hatte den Streckenabschnitt zwischen Shinjuku und Tachikawa bereits 1889 eröffnet, doch die Züge fuhren zunächst über drei Jahrzehnte lang ohne Halt durch. Am 15. Juni 1922 eröffnete das Eisenbahnministerium den Bahnhof Kōenji, wobei es hier von Anfang an auf Güterumschlag verzichtete. Bei einem Luftangriff auf Tokio durch die United States Army Air Forces am 25. Mai 1945 brannte der Bahnhof vollständig nieder, worauf eine Notsanierung durchgeführt werden musste; erst 1952 war er vollständig saniert.
Am 22. September 1964 begann die Japanische Staatsbahn mit dem Umbau des bisher ebenerdigen zweigleisigen Bahnhofs zu einer viergleisigen Anlage in erhöhter Lage. Die Arbeiten dauerten bis zum 3. April 1966, am 28. April desselben Jahres nahm die von Nakano nach Ogikubo verlängerte Chūō-Sōbu-Linie den Betrieb auf. Im Rahmen der Staatsbahnprivatisierung ging der Bahnhof am 1. April 1987 in den Besitz der neuen Gesellschaft JR East über. Im März 2006 veränderte JR East das Erscheinungsbild und führte neue Beschilderungen ein. Ein Jahr darauf endeten die Renovierungsarbeiten am Nordausgang, der seither auch als Zugang zum neu errichteten Hotel Hotel Mets dient.